# Daniel Roos
Daniel Roos est un joueur d'échecs français né le 9 août 1959. Maître international depuis 1982, il a été médaillé d'or individuel à l'Olympiade d'échecs de 1982. Il participe à plusieurs reprises au Championnat de France d'échecs des clubs.

## Biographie
Daniel Roos est issu d'une famille de joueurs d'échecs française. Son père Michel Roos (1932–2002) a remporté le Championnat de France d'échecs en 1964 ; ce succès a été répété par son frère Louis en 1977. Sa mère Jacqueline Roos (décédée en 2016) était grand maître international d'échecs par correspondance (2000), sa sœur Céline (1953–2021) était maître internationale féminine (WIM), et ses frères Jean-Luc (né en 1955) et Louis (né en 1957) sont Maîtres internationaux (IM).
En 2009, à Salzbourg, il est arrivé à la 4e place du tournoi international d'échecs 24. Schwarzacher Open.
En 2011, à Baden-Baden, il s'est classé 3e du tournoi international d'échecs Sommer-Open.
Daniel Roos a joué pour la France aux Olympiade d'échecs :
- En 1980, au deuxième échiquier de réserve de la 24e Olympiade d'échecs à La Valette (+1, =5, -1),
- En 1982, premier échiquier de réserve à la 25e Olympiade d'échecs à Lucerne (+8, =2, -1) et remporte la médaille d'or individuel.

Il a joué pour la France dans le championnat du monde d'échecs par équipe des moins de 26 ans :
- En 1981, premier échiquier du 3e Championnat du monde d'échecs par équipes juniors U26 à Graz (+2, =7, -2),
- En 1983, premier échiquier du 4e championnat du monde d'échecs par équipes juniors U26 à Chicago (+3, =1, -4).

En outre, Daniel Roos a joué sept fois pour la France dans la Mitropa Cup (1977-1979, 1984-1988) et en compétition par équipes a remporté des médailles d'argent (1987) et de bronze (1977), et en compétition individuelle la médaille d'or (1977).

## Une partie
Jan Adamski (en)-Daniel Roos, Lucerne, 1982,
1. Cf3 Cf6 2. c4 g6 3. Cc3 d5 4. Da4+ c6 5. cxd5 Cxd5 6. d4 Fg7 7. e4 Cxc3 8. bxc3 0-0 9. Fe3 Cd7 10. Td1 b5 11. Da3 Cb6 12. Fe2 Fe6! 13. Cd2 Dd6! 14. Dxd6 exd6 15. a3 f5! 16. f3 d5! 17. exf5 Fxf5 18. Rf2 Tae8 19. Ta1 Ca4! 20. Thc1 Txe3!! 21. Rxe3 Te8+ 22. Rf2 Cxc3! 23. Ff1 Fxd4+ 24. Rg3 Ce2+ 25. Fxe2 Txe2! 26. Cb3 Fe5+ 27. f4 Fxa1 28. Cxa1 Ta2 29. Rh4 Txg2 30. h3 Fd7 31. Cb3 h6 32. Cc5 Fe8 33. Ce6 d4 34. a4 d3 35. axb5 d2 36. Ta1 cxb5 37. Td1 Ff7 0-1.

## Distinctions
- Médaille de la jeunesse, des sports et de l'engagement associatif, bronze (14 juillet 2021)